# Stéphane Bouthiaux
Stéphane Bouthiaux (* 26. März 1966 in Pontarlier) ist ein französischer Sportfunktionär und ehemaliger Biathlet und Trainer. Er gehörte zur ersten international erfolgreichen Generation französischer Biathleten in der ersten Hälfte der 1990er Jahre. Später war er von 2007 bis 2018 Trainer der Männer-Nationalmannschaft um Martin Fourcade.

## Biografie
Stéphane Bouthiaux lebt in Les Hopifaux-Neufs und startete als Aktiver für Douanes Jura. Er begann 1982 mit dem Biathlonsport. In der zweiten Hälfte der 1980er Jahre bestritt er seine ersten internationalen Männerrennen im Biathlon-Weltcup. Seine erste internationale Meisterschaft wurden die Weltmeisterschaften 1990. Bei der WM, die wegen widriger Witterungsbedingungen an drei Orten ausgetragen werden musste, gewann der Franzose an der Seite von Christian Dumont, Hervé Flandin und Thierry Gerbier die Bronzemedaille im Mannschaftsrennen. 1991 wurde er bei den Weltmeisterschaften in Lahti 34. des Einzels sowie mit Thierry Gerbier, Patrice Bailly-Salins und Hervé Flandin Sechster mit der Mannschaft. Es dauerte bis zur Saison 1993/94, dass Bouthiaux nach einer schwächeren Karrierephase wieder erfolgreicher wurde. Er qualifizierte sich für die Olympischen Winterspiele 1994 in Lillehammer, wo er im Sprintrennen zum Einsatz kam und 35. wurde. Nach den Spielen erreichte er in Canmore mit einem achten Rang in einem Sprint sein bestes Weltcup-Resultat. Ein Jahr später startete Bouthiaux in Antholz letztmals an Weltmeisterschaften und gewann nochmals an der Seite von Thierry Dusserre, Franck Perrot und Lionel Laurent die Bronzemedaille im Mannschaftsrennen. Im Sprintrennen belegte er Platz 42. Seine letzten internationalen Einsätze im Weltcup bestritt Bouthiaux in der Saison 1996/97.
Nach seiner aktiven Karriere wurde Bouthiaux, der mit der ehemaligen Biathletin Anne Briand verheiratet ist, Biathlontrainer. Seit der Saison 2007/08 war er in Nachfolge von Jean-Paul Giachino verantwortlicher Cheftrainer der französischen Nationalmannschaft der Männer. Der von ihm betreute Martin Fourcade gewann in dieser Zeit siebenmal den Gesamtweltcup, vier Olympia- und zehn Weltmeisterschaftstitel. Hinzu kommen die Olympiasiege von Vincent Jay 2010 und der Mixed-Staffel 2018 sowie die WM-Siege 2009 und 2016 in derselben Disziplin.
Nach der Saison 2017/18 beendete er seine elfjährige Zeit als Nationaltrainer und wurde Technischer Direktor für Biathlon beim Französischen Skiverband. Sein Nachfolger als Biathlon-Cheftrainer wurde 2018 der ehemalige Skilangläufer Vincent Vittoz.

## Biathlon-Weltcup-Platzierungen
Die Tabelle zeigt alle Platzierungen (je nach Austragungsjahr einschließlich Olympische Spiele und Weltmeisterschaften).
- 1.–3. Platz: Anzahl der Podiumsplatzierungen
- Top 10: Anzahl der Platzierungen unter den ersten zehn (einschließlich Podium)
- Punkteränge: Anzahl der Platzierungen innerhalb der Punkteränge (einschließlich Podium und Top 10)
- Starts: Anzahl gelaufener Rennen in der jeweiligen Disziplin

| Platzierung                               | Einzel | Sprint | Verfolgung | Massenstart | Team | Staffel | Gesamt |
| ----------------------------------------- | ------ | ------ | ---------- | ----------- | ---- | ------- | ------ |
| 1. Platz                                  |        |        |            |             |      |         |        |
| 2. Platz                                  |        |        |            |             |      |         |        |
| 3. Platz                                  |        |        |            |             | 2    |         | 2      |
| Top 10                                    |        | 1      |            |             | 4    |         | 5      |
| Punkteränge                               | 2      | 3      |            |             | 4    |         | 9      |
| Starts                                    | 23     | 25     |            |             | 4    |         | 52     |
| Stand: Karriereende, Daten nicht komplett |        |        |            |             |      |         |        |